# Dhu al-qa'da
Dhu al-qa'da (arabiska: ذُو ٱلْقَعْدَة) är den elfte månaden i den islamiska kalendern. Dhu al-qa'da är en av de fyra heliga månaderna i islam. De andra heliga månaderna är muḥarram, rajab och dhu al-hijja. Den åttonde shiaimamen Reza föddes den 11 dhu al-qa'da år 148 AH, 765 e.Kr.